# Kurt Lochner
Kurt Lochner (* um 1510 in Nürnberg; † 1567 ebenda) war ein deutscher Plattner und fertigte Harnische für verschiedene Persönlichkeiten.

## Leben
Kurt Lochner war ein Sohn des Nürnberger Bürgers Kurt Lochner († 1527), bei dem er das Plattnerhandwerk erlernte. Dieses war in der Nürnberger Gegend weit verbreitet und hatte um´1500 seinen Höhepunkt, auf den Ende des Jahrhunderts der Niedergang folgte. 1543 arbeitete er als Meister in der königlichen Hofplattnerei in Prag. Im Jahr darauf war er Hofplattner beim Erzherzog Maximilian. Sein Salär betrug jährlich 50 Gulden. Er schuf den 1559 vollendeten Prunkharnisch (Mann und Roß) für den polnischen König  Sigismund II. August.

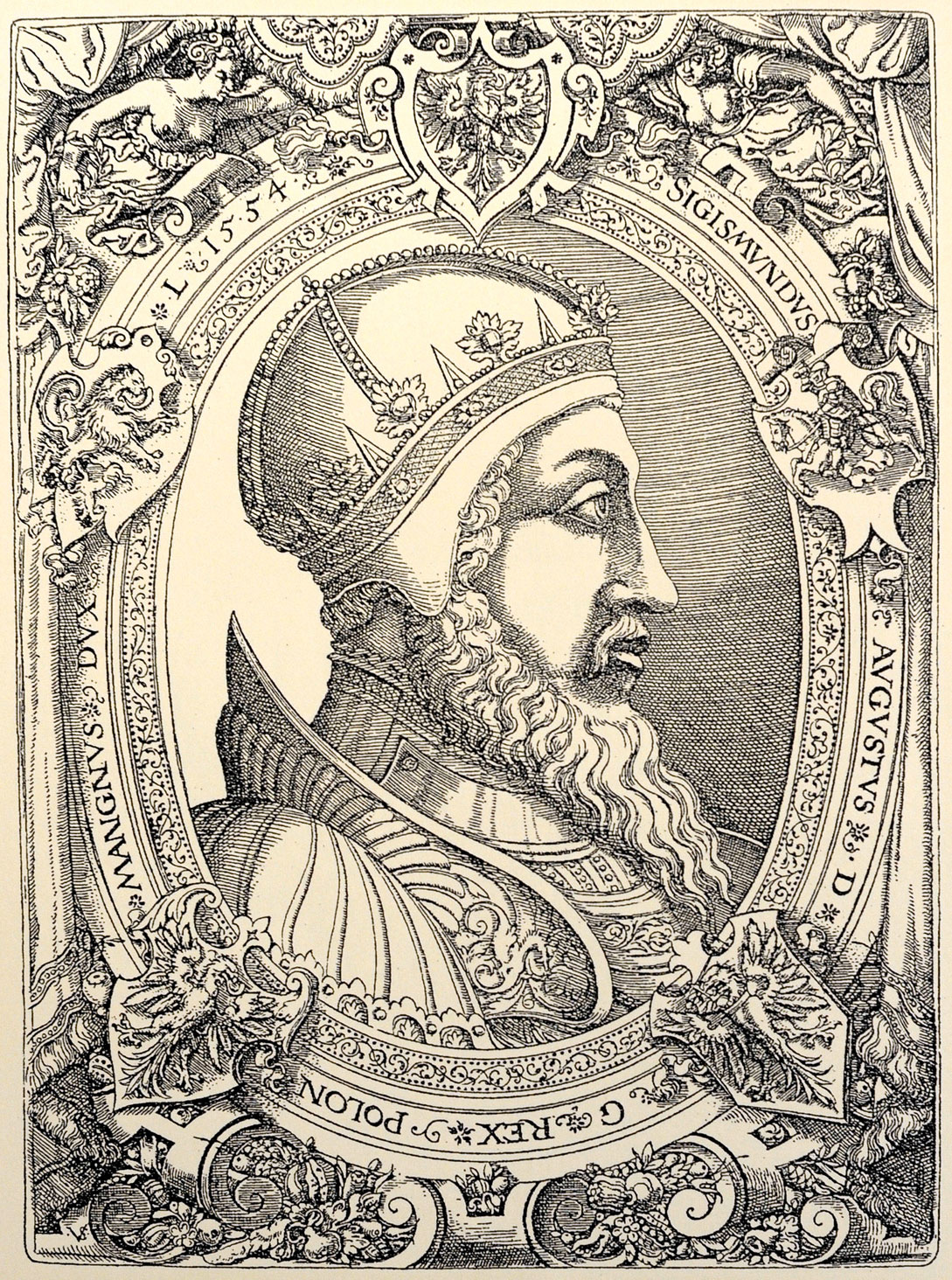
Sigismund II. August von Polen in seinem Harnisch

 Er reiste nach Polen, um die Lohnforderung einzutreiben. Für den Fürsten Nikolaus, Schwager des Königs, fertigte er einen weiteren Prunkharnisch an, der eine Wiederholung seines ersten Werks darstellt und dessen Teile heute in Wien, Paris und New York ausgestellt sind.
Für die Fürsten von Sachsen-Weimar fertigte er mehrere Harnische, die sich in der Sammlung der Wartburg befanden (seit 1945 verschollen). In der Veste Coburg befindet sich heute noch eine Originalanfertigung einer Rüstung.

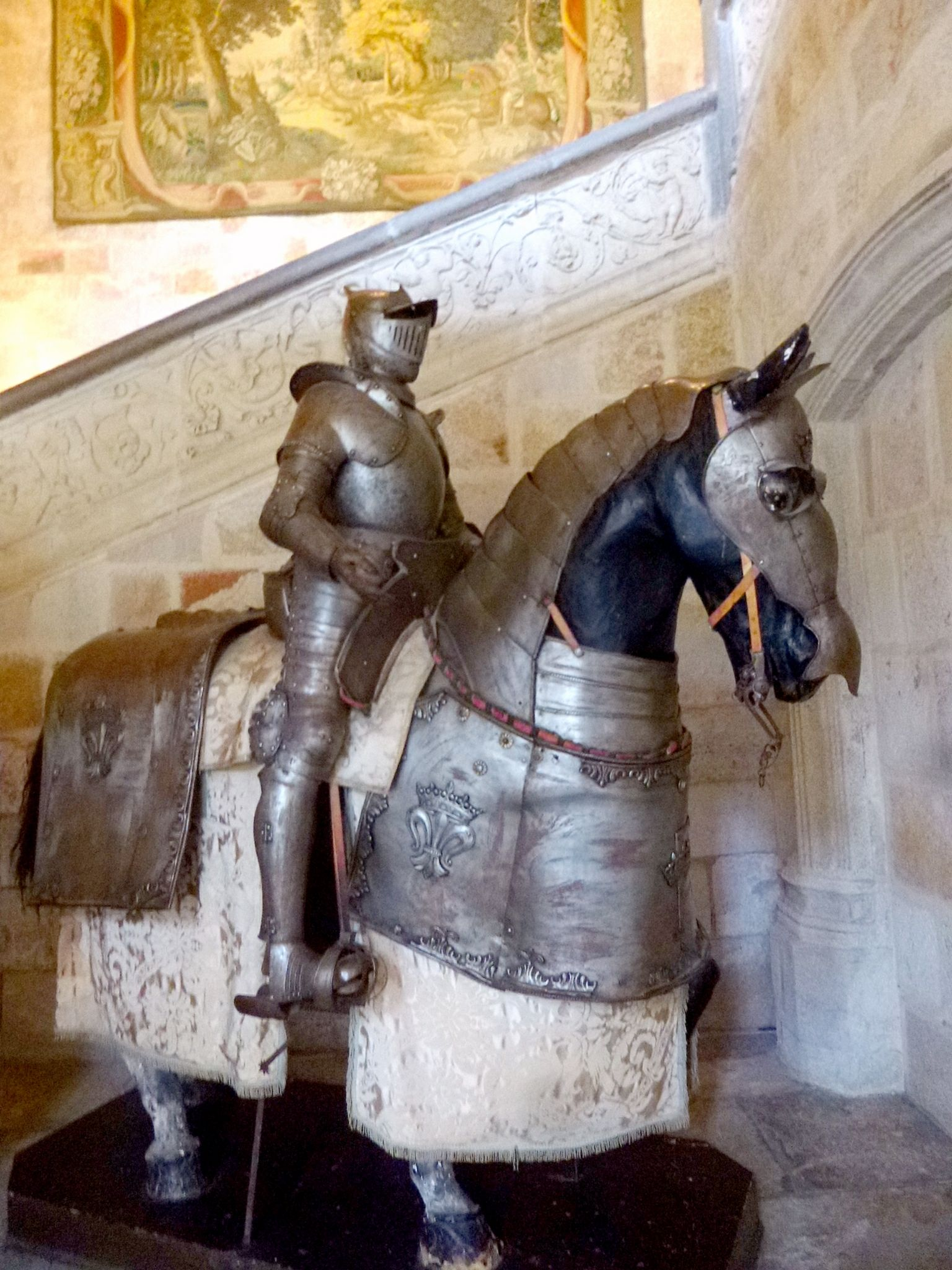
Prunkharnisch

Lochner ist ein typischer Vertreter des Manierismus, der plastische Wirkungen nicht nur durch ornamentale, sondern auch durch figürliche Darstellungen erstrebt. Farbigkeit erreichte er durch das dreifarbige Kaltemail in Schwarz, Rot und Weiß, das er auf die durch Vergoldung bereicherten ornamentalen Ätzungen auftrug. Aber auch die schlichten, zweckbestimmten Formen der einfachen Harnischteile sind schön. Sein persönliches Meisterzeichen ist ein nach rechts gewendeter grimmender Leu (im Schildchen), den stets die Nürnberger städtische Beschaumarke, der halbe Adler, begleitet.